# پیتر جکیش
پیتر جکیش (انگلیسی: Peter Jackisch؛ زادهٔ ۲۱ نوامبر ۱۹۶۳) بازیکن فوتبال اهل آلمان است.
از باشگاه‌هایی که در آن بازی کرده‌است می‌توان به باشگاه فوتبال بوخوم و باشگاه فوتبال آلمانیا آخن اشاره کرد.